# Ypthima biocelligera
Ypthima biocelligera är en fjärilsart som beskrevs av Embrik Strand 1909. Ypthima biocelligera ingår i släktet Ypthima och familjen praktfjärilar. Inga underarter finns listade i Catalogue of Life.